# Anisorrhina hassoni
Anisorrhina hassoni är en skalbaggsart som beskrevs av Franz Antoine 2000. Anisorrhina hassoni ingår i släktet Anisorrhina och familjen Cetoniidae. Inga underarter finns listade i Catalogue of Life.